# Distretto di Choropampa
Il distretto di Choropampa è uno dei diciannove distretti  della provincia di Chota, in Perù. Si trova nella regione di Cajamarca e si estende su una superficie di 171,59 chilometri quadrati.

Istituito il 12 dicembre 1991, ha per capitale la città di Choropampa; al censimento 2005 contava 3.480 abitanti.